# Deceia wetmorei
Deceia wetmorei är en tvåvingeart som beskrevs av Malloch 1923. Deceia wetmorei ingår i släktet Deceia och familjen lövflugor.
Artens utbredningsområde är Florida. Inga underarter finns listade i Catalogue of Life.